# Natalia Ferviú
Natalia Ferviú (Tenerife, 20 de junio de 1982) es una estilista, DJ y colaboradora de televisión española. Es prima de la cantante de pop-dance, Nalaya.

## Biografía
Nacida el 20 de enero de 1982, en Santa Cruz de Tenerife (Canarias) se licenció en la Universidad Complutense de Madrid en Comunicación Audiovisual, pero su carrera se fue hacia el mundo de la moda.
Desde 2006 colabora como editora de moda para cabeceras de famosas revistas como Glamour y anteriormente trabajó para Cosmopolitan, Vanidad, Rolling Stone, El País y View of the Times. Además fue directora creativa de la firma de complementos masculinos SOLOio y ha intervenido en múltiples campañas para marcas como Loewe, Nike, Adolfo Domínguez o Ray-Ban. 
Actualmente imparte clases en el IED (Instituto Europeo de Diseño) en la asignatura de Especialización de Estilismos de Moda. Pero además de todo eso ha intervenido como DJ en varios eventos de algunas marcas como Dolce & Gabbana, Aristocrazy, Kling y Oysho.
Desde 2015 hasta 2018 ha participado en diversos programas de televisión: fue jueza y estilista en el programa Cámbiame y en sus dos producciones salidas de este, Cámbiame de noche y Cámbiame Premium. Además fue presentadora, junto a sus compañeros del programa Cámbiame, de las Campanadas de fin de año.
En febrero de 2018, la estilista decidió abandonar de manera repentina el programa tras los cambios producidos en su dinámica y tras una fuerte discusión en directo con su compañero Pelayo Díaz. Días después publicó un comunicado donde dejaba claro que su salida del programa era definitiva.

## Trayectoria
Televisión
| Año           | Programa                 | Canal     | Notas                                |
| ------------- | ------------------------ | --------- | ------------------------------------ |
| 2015 – 2018   | Cámbiame                 | Telecinco | Estilista                            |
| 2015          | Cámbiame Premium         | Telecinco | Colaboradora                         |
| 2015          | Cámbiame de noche        | Telecinco | Estilista                            |
| 2015 – 2016   | Campanadas de fin de año | Telecinco | Presentadora                         |
| 2016          | Quiero Ser               | Divinity  | Asesora                              |
| 2017          | Cámbiame Challenge       | Telecinco | Estilista                            |
| 2017          | Cámbiame VIP             | Telecinco | Estilista                            |
| 2017 – 2019   | Yu: No te pierdas nada   | Los 40    | Colaboradora                         |
| 2021          | La tarotista             | Netflix   | Presentadora                         |
| 2023          | Tu cara me suena         | Antena 3  | Invitada junto a Josie y Valeria Ros |
| 2024-presente | Zapeando                 | La Sexta  | Colaboradora                         |

Radio
| Año  | Programa                               | Emisora | Notas                                             |
| ---- | -------------------------------------- | ------- | ------------------------------------------------- |
| 2020 | El club con Carlangas y Natalia Ferviú | Radio 3 | Presenta junto a Carlos Pereiro (alias Carlangas) |